# Rojé Stona
Rojé Stona (ur. 26 lutego 1999) – jamajski lekkoatleta specjalizujący się w rzucie dyskiem, mistrz olimpijski z Paryża (2024).
W 2019 został mistrzem strefy NACAC U18 i U23 w Querétaro. W kolejnej edycji czempionatu NACAC juniorów młodszych, juniorów i młodzieżowców w 2021 w San José wywalczył srebrny medal, ustępując jedynie rodakowi Kaiemu Changowi oraz wyprzedzając reprezentanta gospodarzy Elíasa Gómeza.
Zajął szóste miejsce podczas igrzysk Wspólnoty Narodów w 2022 w Birmingham. Rok później odpadł w eliminacjach rzutu dyskiem na mistrzostwach świata w Budapeszcie. W 2024 w Paryżu zdobył złoty medal olimpijski.
Medalista CARIFTA Games, mistrzostw Jamajki oraz czempionatu NCAA.
W 2024 został wybrany sportowcem roku Jamajki. W maju tego samego roku został zaproszony na obozy dla nowicjuszy przez drużyny NFL Green Bay Packers i New Orleans Saints, natomiast pod koniec tego roku ogłoszono, że dołączy do programu NFL International Player Pathway, międzynarodowego programu rozwoju amerykańskiej ligi futbolu amerykańskiego.
Trenerem Stony jest mistrz olimpijski w pchnięciu kulą i rekordzista świata, Ryan Crouser
Rekord życiowy: 70,00 (7 sierpnia 2024, Paryż) rekord olimpijski.

## Osiągnięcia
| Rok  | Impreza                          | Miejsce        | Pozycja           | Wynik |
| ---- | -------------------------------- | -------------- | ----------------- | ----- |
| 2016 | CARIFTA Games                    | Saint George’s | 2. miejsce        | 55,30 |
| 2016 | Mistrzostwa świata U20           | Bydgoszcz      | el. – 33. miejsce | 53,12 |
| 2017 | CARIFTA Games                    | Willemstad     | 1. miejsce        | 66,41 |
| 2017 | Mistrzostwa panamerykańskie U20  | Trujillo       | 4. miejsce        | 58,63 |
| 2018 | CARIFTA Games                    | Nassau         | 1. miejsce        | 63,77 |
| 2019 | Mistrzostwa NACAC U18 i U23      | Querétaro      | 1. miejsce        | 56,97 |
| 2021 | Mistrzostwa NACAC U18, U20 i U23 | San José       | 2. miejsce        | 61,21 |
| 2022 | Igrzyska Wspólnoty Narodów       | Birmingham     | 6. miejsce        | 62,15 |
| 2023 | Mistrzostwa świata               | Budapeszt      | el. – 19. miejsce | 62,67 |
| 2024 | Igrzyska olimpijskie             | Paryż          | 1. miejsce        | 70,00 |